# Tessella
Tessella é um gênero de traça pertencente à família Arctiidae.